# Parelloop 2006
De Parelloop 2006 vond plaats op zondag 2 april 2006. Het was de achttiende editie van dit evenement. 
De wedstrijd bij de mannen werd een overwinning voor de Marokkaan Ridouane Harroufi in 29.00. Hij versloeg de Keniaan Richard Limo met slechts twee seconden. Bij de vrouwen zegevierde Nadia Eijafini van de Bahama's in 31.57. Zij bleef de Belgische Fatiha Baouf vijf seconden voor.
Naast de 10 km kende het evenement ook een 5 km, een studentenloop over 2,35 km en een aantal kinderlopen.

## Wedstrijd
Mannen
| rang   | naam                 | land | tijd  |
| ------ | -------------------- | ---- | ----- |
| Goud   | Ridouane Harroufi    | MAR  | 29.00 |
| Zilver | Richard Limo         | KEN  | 29.02 |
| Brons  | Abiyote Guta         | ETH  | 29.05 |
| 4      | Peter Kiprotich      | KEN  | 29.20 |
| 5      | Guy Fays             | BEL  | 29.42 |
| 6      | Jamal Baligha        | MAR  | 29.46 |
| 7      | Teferi Bacha         | ETH  | 29.57 |
| 8      | Abdelhak Sabhi       | MAR  | 30.01 |
| 9      | Jeroen van Damme     | NED  | 30.02 |
| 10     | Kamal Kohil          | ALG  | 30.07 |
| 11     | Saji Bouazza         | MAR  | 30.10 |
| 12     | Dieudonne Gahungu    | BUR  | 30.14 |
| 13     | Roger Smeets         | NED  | 30.16 |
| 14     | Rob Detert Oude Weme | NED  | 30.22 |
| 15     | Wim Borms            | BEL  | 30.25 |
| 16     | Khalid Choukoud      | NED  | 30.36 |
| 17     | Driss Bensaid        | MAR  | 30.44 |
| 18     | Lambert Ndayikeza    | BUR  | 30.44 |
| 19     | Toon Heeren          | NED  | 30.45 |
| 20     | Erik Negerman        | NED  | 30.56 |

Vrouwen
| rang   | naam               | land | tijd  |
| ------ | ------------------ | ---- | ----- |
| Goud   | Nadia Eijafini     | BAH  | 31.57 |
| Zilver | Fatiha Baouf       | BEL  | 32.02 |
| Brons  | Peninah Arusei     | KEN  | 32.31 |
| 4      | Pauline Wangui     | KEN  | 33.21 |
| 5      | Mounia Aboulahcen  | BEL  | 33.53 |
| 6      | Nadja Wijenberg    | NED  | 34.04 |
| 7      | Sylvie Verthe      | BEL  | 34.47 |
| 8      | Kristijna Loonen   | NED  | 35.40 |
| 9      | Daphne Panhuijsen  | NED  | 36.14 |
| 10     | Maud Golsteijn     | NED  | 36.21 |
| 11     | Yvonne van Vlerken | NED  | 37.15 |
| 12     | Carla Beurskens    | NED  | 38.56 |
| 13     | Petra van Tongeren | NED  | 41.31 |
| 14     | Tilly van de Laar  | NED  | 42.35 |
| 15     | Wendy Houben       | NED  | 48.44 |

1989 ·
1990 ·
1991 ·
1992 ·
1993 ·
1994 ·
1995 ·
1996 ·
1997 ·
1998 ·
1999 ·
2000 ·
2001 ·
2002 ·
2003 ·
2004 ·
2005 ·
2006 ·
2007 ·
2008 ·
2009 ·
2010 ·
2011 ·
2012 ·
2013 ·
2014 ·
2015 ·
2016 ·
2017 ·
2018 ·
2019 ·
2020 (afgelast) ·
2021 (afgelast) ·
2022 ·
2023 ·
2024